# Quarta guerra d'indipendenza italiana
Quello di quarta guerra di indipendenza italiana è un nome dato all'intervento italiano nella prima guerra mondiale, in un'ottica storiografica che individua in quest'ultimo la conclusione del Risorgimento e dell'Unità d'Italia, le cui azioni militari sono iniziate durante i moti del 1848 con la prima guerra d'indipendenza italiana.

## Storia

### Premesse
Dopo la presa di Roma (1870), quasi tutta l'Italia era unita in un unico Stato. Mancavano però le cosiddette "terre irredente", ossia terre italofone, considerate "italiane" dal movimento irredentista, che ancora non erano parte dello Stato unitario. Fra le terre irredente appartenenti ancora all'Austria-Ungheria erano principalmente indicate come tali Trento e Trieste, e secondariamente anche la città di Fiume, parte del Tirolo e la Dalmazia. 

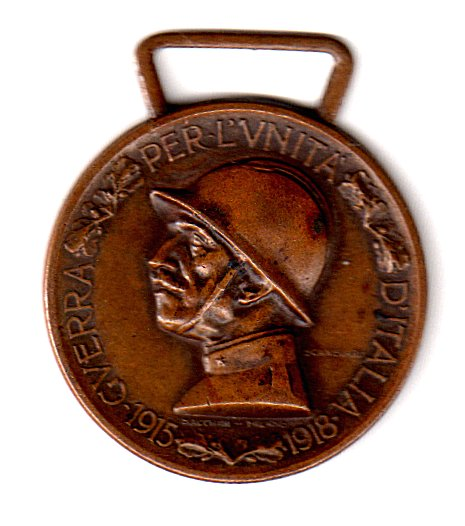
Dritto della medaglia commemorativa della guerra italo-austriaca 1915-1918; l'iscrizione recita "Guerra per l'unità d'Italia 1915-1918".

Il movimento dell'Irredentismo italiano, che mirava alla ricongiunzione delle suddette con la madrepatria e quindi alla loro conseguente redenzione, fu attivo appunto tra gli ultimi decenni del XIX secolo e i primi del XX.
Proprio in ambito irredentista cominciò a svilupparsi il tema della necessità di una "quarta guerra d'indipendenza" contro l'Austria fin dagli ultimi decenni del XIX secolo, quando ancora l'Italia era saldamente inglobata nella triplice alleanza; anche la guerra italo-turca fu vista, in ambito irredentista, come facente parte di tale tematica.

### Il dibattito pre-bellico
Lo scoppio della prima guerra mondiale in Europa divise l'opinione pubblica italiana fra neutralisti e interventisti. Il principale argomento di questi ultimi era che la guerra in corso avrebbe potuto rappresentare per l'Italia l'occasione per concludere definitivamente la stagione risorgimentale strappando le ultime terre irredente allo storico nemico austriaco.
Anche per questo il re e il governo, di fronte a un parlamento neutralista, stipularono il patto di Londra, con il quale l'Italia si impegnava a entrare in guerra in cambio di tutte le terre ancora irredente in mano austriaca eccetto la città di Fiume e la parte meridionale della Dalmazia, destinate a rimanere parte dell'Impero austro-ungarico.
Perciò l'individuazione della guerra mondiale come conclusione del processo risorgimentale fu strettamente connessa all'entrata in guerra dell'Italia; Antonio Salandra, allora presidente del Consiglio, commentando alla Camera dei deputati l'entrata in guerra del paese, affermò che il destino aveva dato alla presente generazione il compito di completare l'opera del Risorgimento.
Re Vittorio Emanuele III, il giorno dell'entrata in guerra del Regno d'Italia, concluse il suo breve proclama indirizzato ai "soldati di terra e di mare" con queste parole:
(Vittorio Emanuele III di Savoia)

### Conseguenze post-belliche

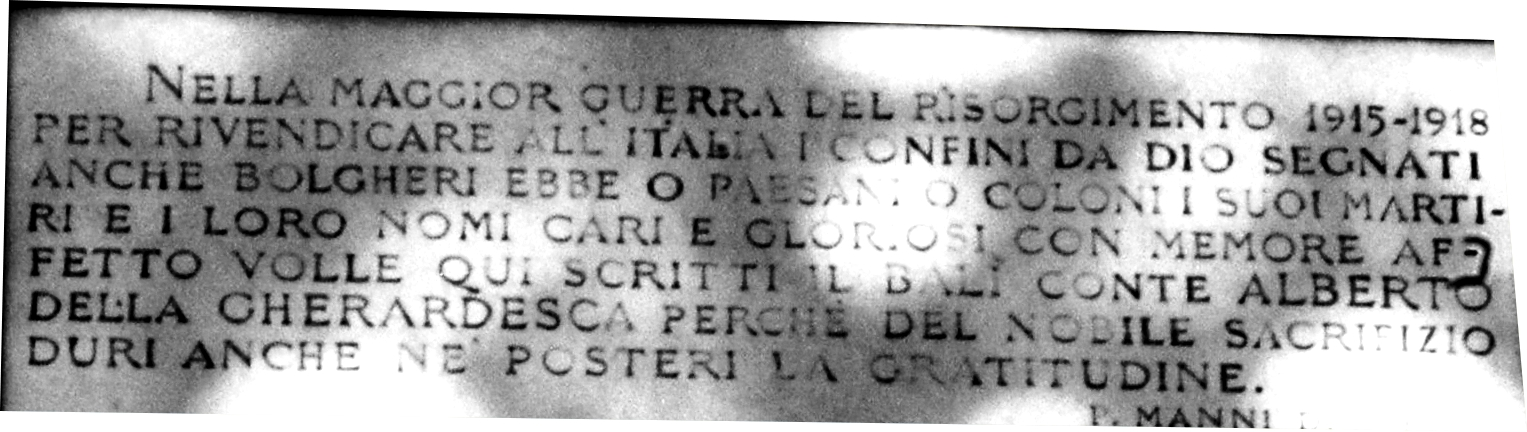
Incipit della lapide commemorativa ai caduti della prima guerra mondiale, indicata come la maggior guerra del risorgimento, a Bolgheri.

Durante la conferenza di Versailles i delegati italiani reclamarono, oltre alle terre convenute nel Patto di Londra, anche la città di Fiume, città italofona "autoproclamatasi" territorio italiano, visto che l'Impero austro-ungarico al quale sarebbe dovuta rimanere non esisteva più.
Ciò fu impossibile per la decisa opposizione del presidente statunitense Woodrow Wilson e di altri stati europei come la Francia, venne altresì negata all'Italia la sovranità su alcuni territori esplicitamente indicati in articoli del Trattato di Londra  quali la Dalmazia settentrionale nei suoi confini amministrativi fino al porto di Sebenico incluso, Valona, l'isola di Saseno e territori circostanti dell'Albania (articolo 6 del trattato), territori della provincia di Adalia dallo smembramento dell'Impero Ottomano (articolo 9) e le compensazioni coloniali (articolo 13), che furono invece godute da Francia e Inghilterra. Indignato per questo comportamento il presidente del consiglio Vittorio Emanuele Orlando abbandonò temporaneamente la conferenza.

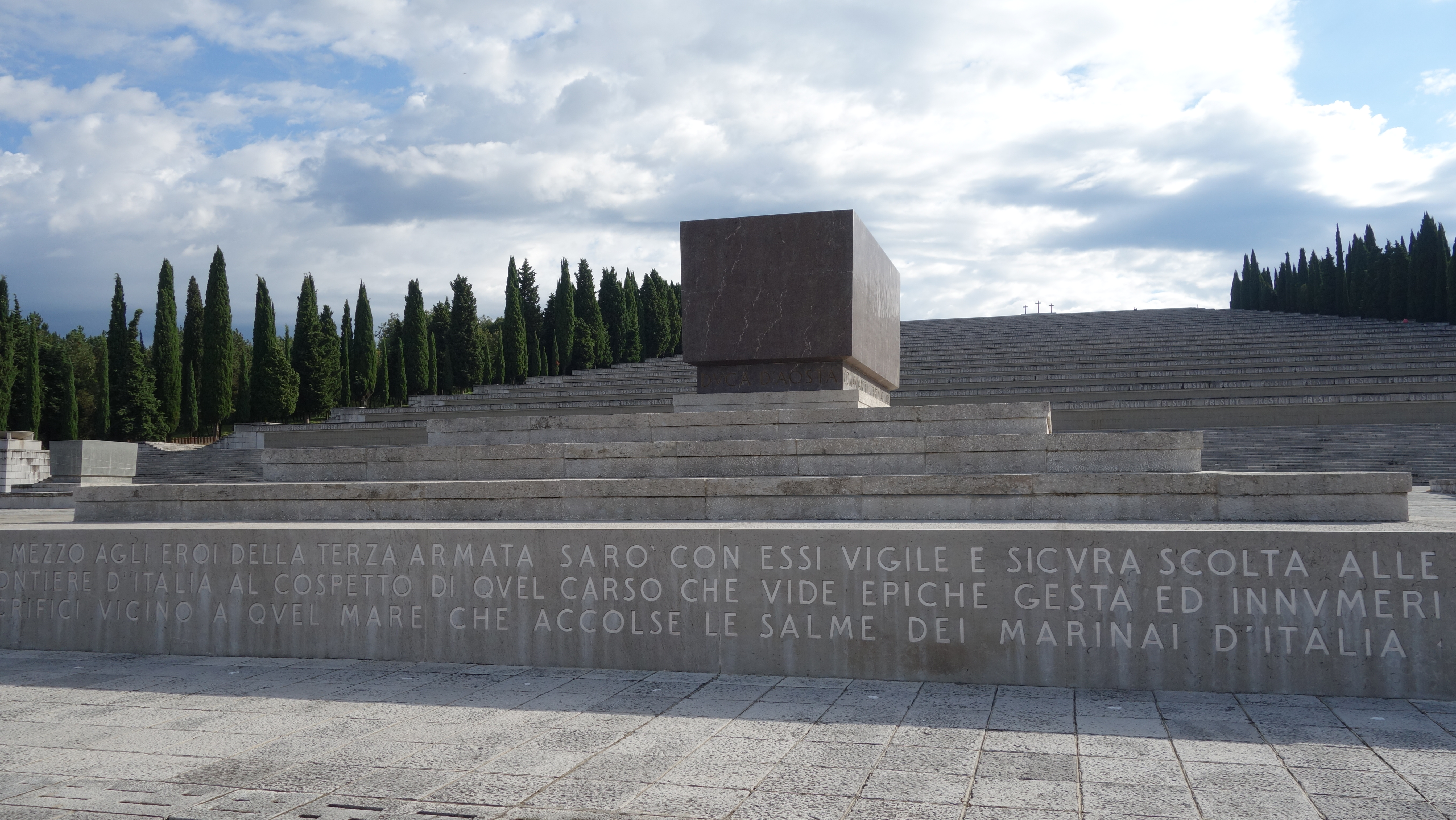
Il sacrario militare di Redipuglia, luogo di commemorazione per i soldati morti durante la prima guerra mondiale, con in primo piano la tomba di Emanuele Filiberto di Savoia-Aosta.

Questo trattamento riservato all'Italia fece nascere il concetto di "vittoria mutilata", termine coniato dal poeta Gabriele D'Annunzio. La rabbia per i disagi economici e per i mancati compensi bellici, l'amarezza dei reduci per il trattamento riservato loro al rientro dalla guerra, spesso a favore degli "imboscati", e la violenza del cosiddetto "biennio rosso" ispirato dal colpo di Stato bolscevico in Russia fecero sprofondare l'Italia in un periodo di fortissime tensioni interne, conclusosi con l'avvento del fascismo e della dittatura di Benito Mussolini.
Per salire al potere, Mussolini fece leva anche sui sentimenti nazionalisti e reducisti, che deploravano la vittoria mutilata. Il fatto che la Grande Guerra, per cui erano morti seicentomila italiani e che avrebbe dovuto essere la conclusione del Risorgimento, fosse stata mutilata, provocò grande scontento negli italiani verso le potenze europee alleate in questa guerra, aprendo la strada al militarismo che l'avrebbe portata ad intervenire nella seconda guerra mondiale.

### Epoca contemporanea
Dopo la caduta del Fascismo, il tema dell'individuazione della quarta guerra d'indipendenza nella Grande guerra è andato perdendo di rilevanza, sebbene non sia scomparso dal panorama storiografico. Nel museo centrale del Risorgimento al Vittoriano, la stagione risorgimentale spazia fino al conflitto 1915-1918, a dimostrazione di come ancora la prima guerra mondiale sia vista come conclusione del Risorgimento.

### Esplicative
1. ↑  "Grande Avo", ovvero Vittorio Emanuele II di Savoia.

### Bibliografiche
1. ↑   Il 1861 e le quattro Guerre per l'Indipendenza (1848-1918), su piacenzaprimogenita150.it.
2. 1 2   La Grande Guerra nei manifesti italiani dell'epoca, su beniculturali.it. URL consultato il 22 luglio 2011 (archiviato dall'url originale il 23 settembre 2015).
3. ↑   Il Manuale di Storia in Italia, di Piergiovanni Genovesi, su books.google.com.
4. ↑  È questa l'opinione non solo di tanti intellettuali nazionalisti e irredentisti dell'epoca, ma anche di alcuni storici liberali, fra cui Adolfo Omodeo, che fu «uno dei più accesi sostenitori della visione della Grande guerra come continuazione e compimento delle guerre di indipendenza e del Risorgimento...» Cit. da: AA. VV. Storia d'Italia, Einaudi 1974 ed. speciale il Sole 24 Ore, Milano 2005 vol. 10 (Alberto Asor Rosa, Dall'unità ad oggi) p. 1356»
5. ↑   La Conferenza di pace di Parigi fra ieri e domani (1919-1920), di Antonio Scottà, su books.google.com.
6. ↑   La catena, di Emilio Lussu [collegamento interrotto], su books.google.com.
7. ↑   La guerra lirica: il dibattito dei letterati italiani sull'impresa di Libia, di Antonio Schiavulli, su books.google.com.
8. ↑  Cfr. pag 444, Christopher Duggan, La forza del destino, Laterza, 2011
9. ↑   Storia contemporanea, di Alberto Mario Banti, su books.google.com.
10. ↑   Proclama di Sua Maestà il Re - 24 maggio 1915, su 15-18grandeguerra.blogspot.com.
11. ↑  Maiorino, p. 239.
12. ↑  Villa, pp. 29-30.
13. ↑   Grigioverde rosso sangue. Combattere e morire nella Grande Guerra del 15-18, di Alessandra Colla, su books.google.it. URL consultato il 25 febbraio 2017.
14. ↑  (EN)  Treaty of London, 26 April 1915: estratto del Trattato da: Great Britain, Parliamentary Papers, London, 1920, LI Cmd. 671, Miscellaneous No. 7, 2-7 [collegamento interrotto], su firstworldwar.com.